# Passionsmästaren

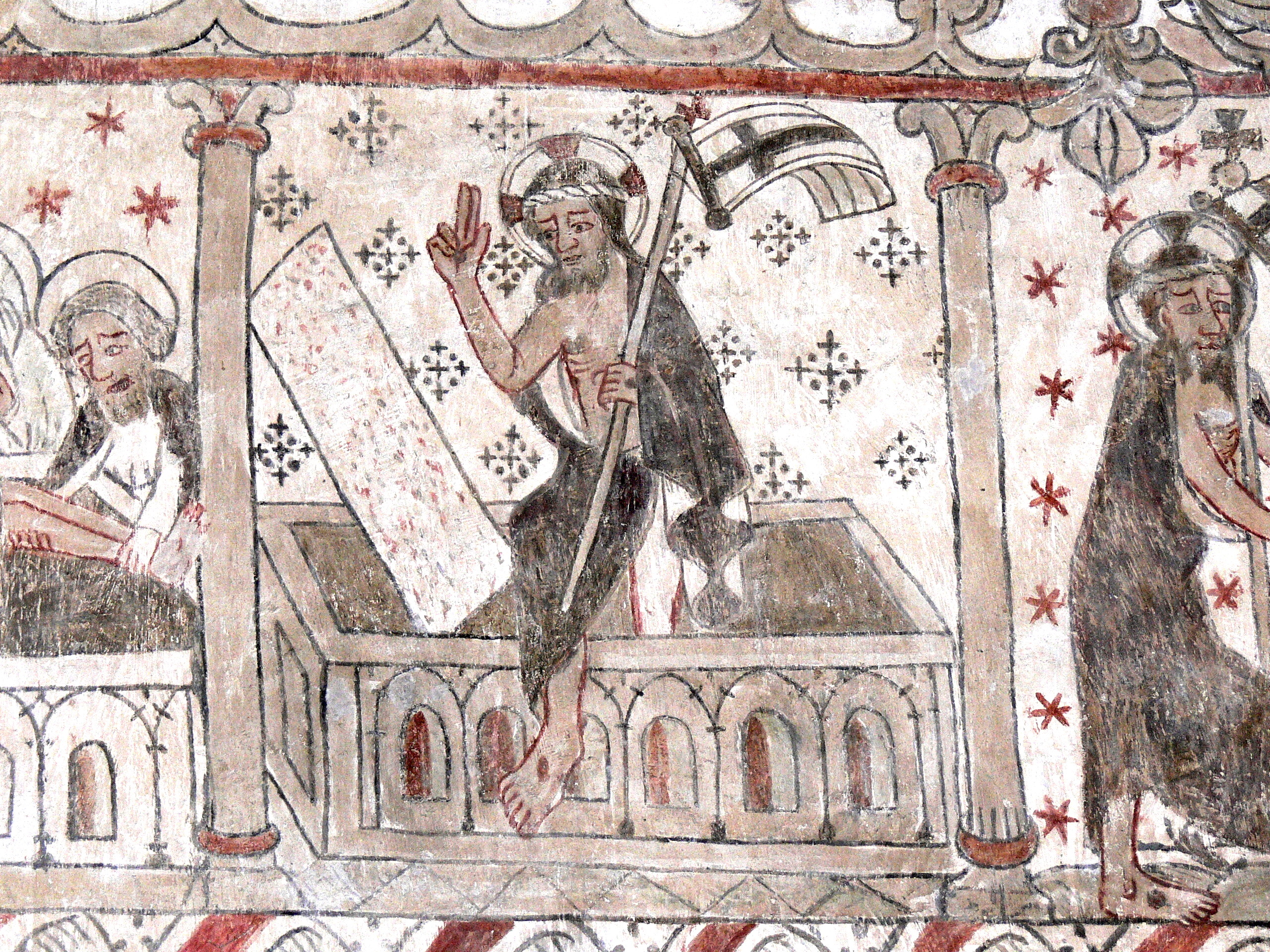
Kalkmålning som framställer Jesu uppståndelse. Öja kyrka på södra Gotland.

Passionsmästaren är ett anonymnamn för en kyrkomålare och hans verkstad som var verksamma på Gotland under 1400-talet. Han har identifierats på sin stil som anses vara enkel, schablonmässig och tämligen primitiv. Oftast framställs passionshistorien (därav namnet), från nattvarden till uppståndelsen, samt apostlar och helgon. 
Kalkmålningar av Passionsmästaren finns i ett 50-tal gotländska kyrkor, till exempel i Anga, Etelhem, Gammelgarn och Hörsne.